# Chiaki Kuriyama
Chiaki Kuriyama (栗 山 千 明 Kuriyama Chiaki, n. 10 octombrie 1984) este o actriță japoneză, cântăreață și model.
Ea este cel mai bine cunoscut în occident pentru rolurile sale în filmele Kinji Fukasaku, Battle Royale și Kill Bill.

## Viața și cariera
Ea s-a născut în Tsuchiura, Ibaraki. Kuriyama a fost un model popular din Japonia la mijlocul anului 1990. În 1997, ea a apărut în albumul foto Shinwa-shojo (Fata mitului) și Shōjokan (Girl Residence), fotografiată de Kishin Shinoyama. Shinwa-Shojo a devenit cel mai vândut album, dar, deoarece conținea nuditate, a fost întrerupt de către editor în 1999, după instituirea noilor legi privind pornografia anti-copil.  De asemenea, ea a pozat ca model pentru reviste de modă pentru copii Nicola (1997-2001) și Pichi de lămâie (1996-2001). 
Ea a obținut prima recunoaștere pe scară largă ca actriță în Japonia pentru rolurile ei din filmele de groază Shikoku (1999) și Ju-on (2000), de asemenea a apărut și în filmul de acțiune 2000 Battle Royale.
Ca urmare a aparițiilor caracteristică pe mai multe programe notabile de televiziune japoneze (inclusiv Rokubanme no Sayoko), Kuriyama a făcut debutul la Hollywood în 2004 în filmul Kill Bill regizat de Quentin Tarantino, este garda de corp a lui yakuza,O-Ren Ishii (Lucy Liu), alte apariții de film, Kuriyama a inclus roluri majore în drama Azumi 2: Death or love, și Takashi Miike.
În 2010, ea a lansat single-ul "Ryūsei nu Namida" la DefStar Records. Piesa a fost folosită ca prima temă care se încheie pentru Mobile Suit Gundam Unicorn. Acest single a fost urmat de alte trei sub numele ei așa cum scrie în mod tradițional în japoneză: "Kanōsei Girl", "Cold Finger Girl", și "Oishii Kisetsu" / "Ketteiteki Sanpunkan"; "Kanōsei Girl" a fost folosit ca a treia temă de deschidere pentru Yorinuki Gin Tama-san și "Cold Finger Girl" a fost folosită ca deschiderea pentru adaptarea anime Level E. Ea a urmat single cu un album, Circus, în 2011.

## Filmografie
- Toire no Hanako-san (1995)
- Gonin (1995)
- Shikoku (1999)
- Kamen Gakuen (2000)
- Ju-on: The Curse (2000)
- Battle Royale (2000)
- Kill Bill: Volume 1 (2003)
- Itsuka 'A' Torein ni Notte (2003)
- Kagen no Tsuki (2004)
- Mail (2005)
- Azumi 2: Death or Love (2005)
- Into the Sun (2005)
- The Great Yokai War (2005)
- Scrap Heaven (2005)
- Kisarazu Cats Eye: World Series (2006)
- Exte (エクステ Ekusute?) (2007)
- Tengu Gaiden (2007)
- Kids (2008)
- GS Wonderland (2008)
- Komori Seikatsu Kojo Club (2008) a
- Kamogawa Horumo (2009)
- Hagetaka: The Movie (2009)
- Neck (2010)
- Ghostwriter Hotel (2012)
- Gekijouban SPEC: Ten (2012)
- Toshokan Sensō (2013)
- Gekijouban SPEC: Kurôzu - Zen no hen (2013)
- Gekijouban SPEC: Kurôzu - Kou no hen (2013)
- Ataru the First Love & the Last Kill (2013)
- Team Batista Final: Kerberos no Shōzō (2014)
- Tanemaku tabibito: Kuni umi no sato (2015)
- Himitsu – Top Secret (2016)
- Blade of the Immortal (2017)

## Premii și nominalizări

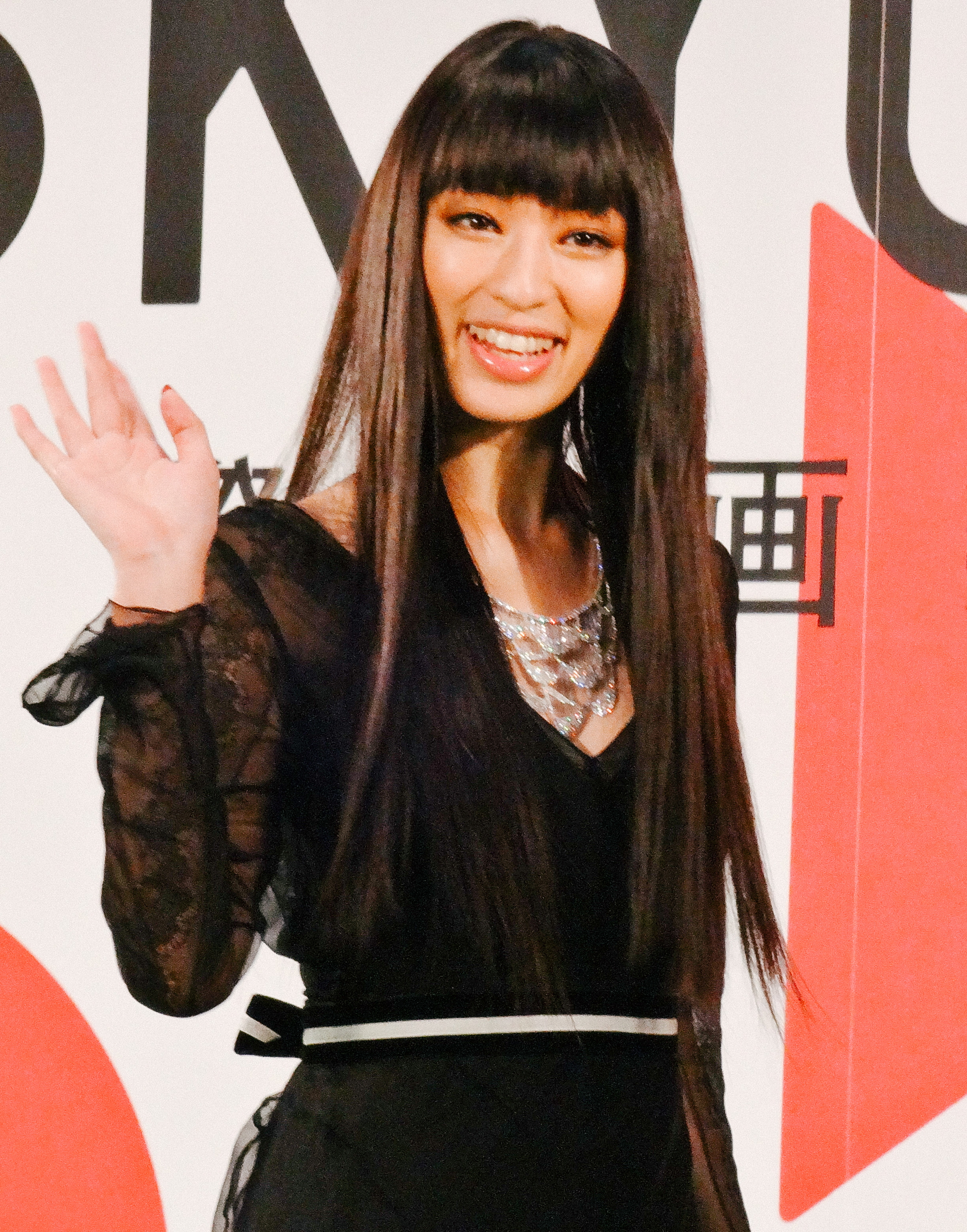
26th Tokyo International Film Festival Kuriyama Chiaki

| Year | Award                 | Category                                 | Nominated work    | Result    |
| ---- | --------------------- | ---------------------------------------- | ----------------- | --------- |
| 2004 | 2004 MTV Movie Awards | Best Fight                               | Kill Bill: Vol. 1 | Won       |
| 2004 | 30th Saturn Awards    | Cinescape Genre Face of the Future Award | Kill Bill: Vol. 1 | Nominated |
| 2009 | Fantastic Fest        | Best Fantastic Actress                   | Kamogawa Horumo   | Wo        |